# Somália do Sudoeste

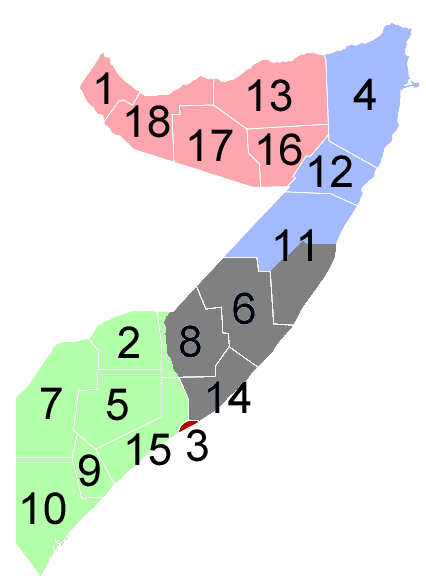
As áreas reivindicadas pela Somália do Sudoeste compreende as regiões de Bakool (2), Bay (5) e Shabeellaha Hoose (15), em laranja, e Gedo (7), Jubbada Dhexe (9) e Jubbada Hoose] (10), em amarelo, também reivindicadas pelo Jubalândia.

Bandeira da Somália do Sudoeste

A Somália do Sudoeste (em somali: Koonfur-Galbeed Soomaaliya;  Maay-Maay: Koofur-Orsi) é um estado auto-proclamado autônomo da Somália, fundado por Hasan Muhammad Nur Shatigadud, líder do Exército de Resistência Rahanweyn (ERR) em 1 de abril de 2002. Após sua dissolução em 2005, o território foi restabelecido em novembro de 2009 como um Estado oficial da Somália.

## Contexto
Oficialmente chama-se Estado do Sudoeste da Somália (em inglês: Southwestern State of Somalia (SWS); em somali: Dowlad Goboleedka Koonfur-Galbeed ee Soomaaliya) e pretende ser constituído por seis regiões administrativas da Somália (gobolka), embora apenas duas são atualmente controladas por suas forças. São elas: Bay, Bakool, Jubbada Dhexe, Shabeellaha Hoose, Gedo e Jubbada Hoose, regiões onde a maioria dos residentes pertencem aos clãs Digil e Mirifle do clã Rahanweyn, e falam um dialeto do somali chamado May-May ou Maay. A constituição do estado autônomo foi um movimento para mostrar o desafeto do Exército de Resistência Rahanweyn com o novo Governo Nacional de Transição, com base em Mogadíscio, e um ato contra a influência do Conselho de Reconciliação e Restauração da Somália (SRRC) na mesma região.
Durante a Guerra Civil Somali, a região de Bay foi duramente contestada entre as forças aliadas da Somália do Sudoeste e do Governo Transicional Federal (GTF), que controlavam os distritos de Baidoa e Qansax Dheere, e a União das Cortes Islâmicas (ICU), que controlavam os distritos de Diinsoor e Buur Hakaba (apesar de ter sido capturado duas vezes pelas forças do governo por breves períodos). As forças do Governo Transicional Federal e da Somália do Sudoeste, ajudada pelas tropas etíopes, saíram vitoriosas da Batalha de Baidoa.
A Somália do Sudoeste almejava e ainda almeja ser um estado autônomo da mesma forma que  Puntlândia e não tem intenção de se separar do resto da Somália como fez a Somalilândia. Uma disputa potencial de território existe, sob a visão da Somália do Sudoeste, com a Jubalândia, controlada pela Aliança do Vale de Juba (AVJ). A Somália do Sudoeste organizaria todos as 6 regiões do sul da Somália (ao sul e oeste de Mogadíscio) com a capital na cidade de Baidoa. A Aliança do Vale de Juba reivindica toda a região de Jubbada Hoose e partes das regiões de Gedo e Jubbada Dhexe com Kismaayo como sua capital.